# Lochindorb
Lochindorb är en sjö i Storbritannien.   Den ligger i kommunen Highland och riksdelen Skottland, i den norra delen av landet, 700 km norr om huvudstaden London. Lochindorb ligger 295 meter över havet.  Trakten runt Lochindorb består i huvudsak av gräsmarker.